# Herisau
Herisau je glavni grad švicarskog kantona Appenzell Ausserrhoden

## Stanovništvo
Grad ima 15 174 stanovnika (stanje na 31. prosinca 2011.)

## Vanjske poveznice
- Službene stranice grada  Arhivirana inačica izvorne stranice od 12. ožujka 2013. (Wayback Machine) (njem.)